# Jebel Tidirhine
Jebel Tidirhine (àrab: جبل تدغين, jabal Tidiḡīn) o Adrar Tidighine és una muntanya de 2.456 m situada al nord del Marroc, a la província d'Al Hoceima. És la més alta de la serralada del Rif.